# سیارک ۳۷۸۷
سیارک ۳۷۸۷ (به انگلیسی: 3787 Aivazovskij، نامگذاری:1977RG7) سه هزار و هفتصد و هشتاد و هفتمین سیارک کشف شده‌است که در ۱۱ سپتامبر ۱۹۷۷ کشف شد.
قدر مطلق سیارک برابر ۱۱٫۷۰ است.